# Jan Baculewski

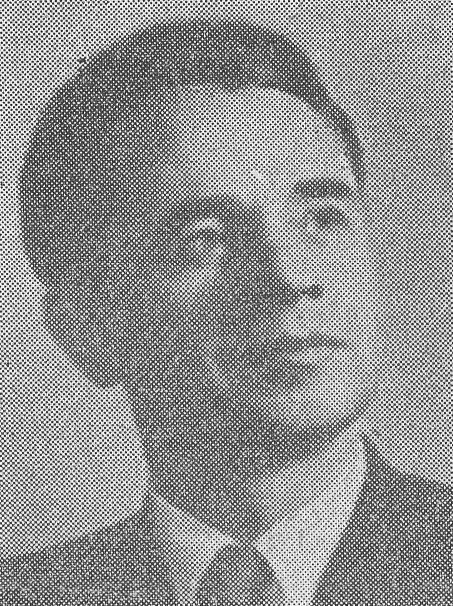
Jan Baculewski

Jan Baculewski (* 29. August 1912 in Orenburg, Russisches Kaiserreich; † 27. Oktober 1994 in Warschau) war ein polnischer Literaturhistoriker und Pädagoge, der sich wissenschaftlich mit der polnischen Literatur des 19. Jahrhunderts beschäftigte.

## Leben
Baculewski wurde 1912 in Orenburg als Sohn eines politischen Exilanten geboren. Nach dem Tod seines Vaters wurde er 1922 mit seiner Familie repatriiet und lebte in Warschau. Ab 1927 besuchte er dort das Gymnasium und legte 1932 das Abitur ab. Während seiner Schulzeit nahm er an Propagandaaktionen der Polnischen Sozialistischen Partei teil. Anschließend studierte er von 1932 bis 1937 Polonistik an der Universität Warschau. Daneben unterrichtete er ab 1933 an Berufsschulen.
Während der deutschen Besetzung Polens erteilte er Unterricht und leitete eine Berufsschultheatergruppe im Warschauer Untergrund. Politisch war er zunächst mit der Untergrundorganisation Wolność, Równość, Niepodległość verbunden; 1943  trat er der Polnischen Arbeiterpartei bei. Im September 1944 wurde er in Międzylesie festgenommen, konnte jedoch fliehen und gelangte nach Nowy Targ.
Nach dem Zweiten Weltkrieg kehrte er nach Warschau zurück und war Direktor eines selbstgegründeten Gymnasiums. Daneben war er in der Zentralverwaltung des Związek Nauczycielstwa Polskiego tätig. Mit den Zeitschriften Kuźnica und Wieś arbeitete er 1947. Zudem gab er 1947 Vorlesungen an der Universität Łódź. Am Institut für Literaturforschung in Warschau war er von 1948 bis 1953 Vizedirektor und anschließend Leiter der Arbeitsgruppe für die Zeit des Positivismus bis 1961. An der Universität Warschau lehrte er ab 1948 Literaturgeschichte und war von 1956 bis 1982 Direktor der Bibliothek der Universität Warschau. Für das Państowy Instytut Wydawniczy arbeitete er von 1948 bis 1960. Mit der Arbeit Poezja programowa pierwszego dziesięciolecia po powstaniu styczniowym (Doktorvater: Stefan Żółkiewski) promovierte er 1961 am Institut für Literaturforschung.

## Publikationen
- Realizm i pozytywizm w Europie i Polsce, 1951
- Henryk Sienkiewicz, 1952
- Historia literatury polskiej. Dla klasy X, 1954
- Zarys literatury polskiej po powstaniu styczniowym, 1959
- Maria Konopnicka, 1978

## Herausgeberschaft
- Wczoraj i dziś. Czytanki polskie dla gimnazjów zawodowych i ogólnokształcących. Klasa I, 1948
- O sytuacji w historii literatury polskiej. Wybór referatów wygłoszonych na Zjeździe Polonistów w dniach od 8 do 12 maja 1950 r., 1951
- Bolesław Prus: Kroniki, 1953–1956
- Eliza Orzeszkowa: Listy zebrane, 1954–1956
- Z literatury lat 1863–1918. Studia i szkice, 1957
- Eliza Orzeszkowa: Pisma krytyczno-literackie, 1959
- Maria Konopnicka: Życie i twórczość w fotografii, 1960
- Śladami życia i twórczości Marii Konopnickiej. Szkice historyczno-literackie, wspomnienia, materiały biograficzne, 1963
- Maria Konopnicka: Publicystyka literacka i społeczna, 1968

## Auszeichnungen
- 1958: Ritterkreuz Polonia Restituta
- 1972: Offizierskreuz Polonia Restituta